# The Number of the Beast (ドリーム・シアターのアルバム)
『The Number Of The Beast』（ザ・ナンバー・オブ・ザ・ビースト）は、アメリカのプログレッシブ・メタルバンド、ドリーム・シアターが2005年に発表したライブ・アルバム。
アイアン・メイデンのアルバム『魔力の刻印』を再現したライブを収録。ドリーム・シアターのオフィシャルブートレグ専門のレーベル「YtseJam Records」より販売されている。

## 収録曲
1. Invaders
2. Children Of The Damned
3. The Prisioner
4. 22 Acacia Avenue
5. The Number Of The Beast
6. Run To The Hills
7. Gangland
8. Hallowed Be Thy Name